# Santa Lucrécia de Algeriz
Santa Lucrécia de Algeriz é uma povoação portuguesa do Município de Braga que foi sede da extinta Freguesia de Santa Lucrécia de Algeriz, freguesia que tinha 3,99 km² de área e 534 habitantes (2011), e, por isso, uma densidade populacional de 133,8 hab/km².
A freguesia de Santa Lucrécia de Algeriz foi extinta em 2013, no âmbito de uma reforma administrativa nacional, tendo sido agregada à freguesia de Navarra, para formar uma nova freguesia denominada União das Freguesias de Santa Lucrécia de Algeriz e Navarra da qual é a sede.
Tipicamente rural, situa-se a norte de Braga no Vale do Fojo.
No Censual de entre Lima e Ave, produzido no final do século XI, a freguesia surge apenas como "S Lucrecia" ou Santa Lucrécia, sem ter o orago de São Tiago, sendo Santa Lucrécia tanto o orago como o nome da freguesia ou paróquia. O topónimo "Algeriz" veio a ser retomado na Idade Moderna, já com orago de São Tiago ou Santiago
A antiga freguesia de Santa Lucrécia de Algeriz foi uma vigairaria de apresentação de uma cortesia da Sé de Braga.
Em 2011, Vítor Costeira realizou uma curta-metragem de 20 minutos à memória de Santa Lucrécia, "Lucrécia, a menina Santa" com a participação dos habitantes de Santa Lucrécia de Algeriz. Santa Lucrécia foi interpretada pela jovem lucrecence Diana Gonçalves.
Compõem esta freguesia os seguintes ruas:
1 Maio; Antas; Areias; Bárrio; Bouça da Fonte; Boucinhas; Casais; Castelhão; Chãos; Costa; Fojo; Granjas; Igreja; Imaculada Conceição; Juste; Lampaca; Lapieiras; Loural; Monte; Nossa Senhora de Fátima; Oliveira; Pegos; Pia; Pinhal; Pomares; Quinta da Igreja; Quintela; Regadas; Relógio; S Tiago; Salgueiral; Serra do Carvalho; Serradoura; Souto; Santa Lucrécia; Vila nova

## População
| População da freguesia de Santa Lucrécia de Algeriz (1864 – 2011) | População da freguesia de Santa Lucrécia de Algeriz (1864 – 2011) | População da freguesia de Santa Lucrécia de Algeriz (1864 – 2011) | População da freguesia de Santa Lucrécia de Algeriz (1864 – 2011) | População da freguesia de Santa Lucrécia de Algeriz (1864 – 2011) | População da freguesia de Santa Lucrécia de Algeriz (1864 – 2011) | População da freguesia de Santa Lucrécia de Algeriz (1864 – 2011) | População da freguesia de Santa Lucrécia de Algeriz (1864 – 2011) | População da freguesia de Santa Lucrécia de Algeriz (1864 – 2011) | População da freguesia de Santa Lucrécia de Algeriz (1864 – 2011) | População da freguesia de Santa Lucrécia de Algeriz (1864 – 2011) | População da freguesia de Santa Lucrécia de Algeriz (1864 – 2011) | População da freguesia de Santa Lucrécia de Algeriz (1864 – 2011) | População da freguesia de Santa Lucrécia de Algeriz (1864 – 2011) | População da freguesia de Santa Lucrécia de Algeriz (1864 – 2011) |
| ----------------------------------------------------------------- | ----------------------------------------------------------------- | ----------------------------------------------------------------- | ----------------------------------------------------------------- | ----------------------------------------------------------------- | ----------------------------------------------------------------- | ----------------------------------------------------------------- | ----------------------------------------------------------------- | ----------------------------------------------------------------- | ----------------------------------------------------------------- | ----------------------------------------------------------------- | ----------------------------------------------------------------- | ----------------------------------------------------------------- | ----------------------------------------------------------------- | ----------------------------------------------------------------- |
| 1864                                                              | 1878                                                              | 1890                                                              | 1900                                                              | 1911                                                              | 1920                                                              | 1930                                                              | 1940                                                              | 1950                                                              | 1960                                                              | 1970                                                              | 1981                                                              | 1991                                                              | 2001                                                              | 2011                                                              |
| 441                                                               | 470                                                               | 491                                                               | 452                                                               | 524                                                               | 439                                                               | 490                                                               | 546                                                               | 455                                                               | 536                                                               | 554                                                               | 613                                                               | 560                                                               | 485                                                               | 534                                                               |

## Património
- Casa da Quinta da Igreja
- Igreja matriz
- Capelas de S Bentinho dos Esquecidos, de S. Brás, da Quinta do Bárrio e de Santa Catarina.
- Quinta de Juste- A mais antiga da povoação; Produtores de Vinhos Verdes, com uvas exclusivas da Quinta.

## Festas e Romarias
- Santa Catarina (1.º Domingo de Setembro)
- S. Tiago (25  de Julho)